# Frank Witzel
Frank Witzel (* 1955, Wiesbaden) je německý spisovatel. V roce 2015 se stal laureátem Německé knižní ceny za román Die Erfindung der Roten Armee Fraktion durch einen manisch-depressiven Teenager im Sommer 1969.

## Biografie
Vyrostl v rodině varhaníka ve Wiesbadenu. V dětství se věnoval hraní na klavír, violoncello a kytaru. Absolvoval hudební konzervatoř ve Wiesbadenu, po maturitě se rozhodl ke studiu sociologie a filozofie na univerzitě ve Frankfurtu nad Mohanem.

### Přehled děl v originále (výběr)
- Revolution und Heimarbeit: Roman (2003)

- Bluemoon Baby: Roman (2001)[6]